# PGC 32540
LEDA/PGC 32540 (auch NGC 3419A) ist eine spiralförmige Radiogalaxie vom Hubble-Typ SBbc im Sternbild Löwe auf der Ekliptik. Sie ist schätzungsweise 133 Millionen Lichtjahre von der Milchstraße entfernt und hat einen Durchmesser von etwa 65.000 Lj. Gemeinsam mit NGC 3419 bildet sie ein Galaxienpaar.

Im selben Himmelsareal befinden sich u. a. die Galaxien NGC 3377, NGC 3391, NGC 3412.